# アルティメット・ビーストマスター
『アルティメット・ビーストマスター』（英: Ultimate Beastmaster）は、シルヴェスター・スタローンがエグゼクティブプロデューサーを務める、Netflixのオリジナルインターネット番組である。

## 概要
世界各地から集まったプロアスリートや体力自慢が高額賞金を目指して、砂漠に建造された巨大アスレチック「ザ・ビースト」を攻略していくスポーツエンターテイメント番組である。
出場者は日本・アメリカ・メキシコ・韓国・ブラジル・ドイツの6か国から選抜され、それぞれ異なるMCのもと、各国ごとに違ったバージョンで配信される。日本では、元AKB48の秋元才加とスポーツキャスターの近藤祐司がMCを務める「アルティメット・ビーストマスター・ジャパン」の他、字幕付きでアメリカ版も視聴できる。

## ルール
1エピソードにつき各国2名ずつ、計12名ずつが挑戦する。試合はポイント制で争われ、選手は各障害をクリアするごとに所定のポイントを獲得し、合計スコアの上位数名ずつが次のレベルへと進む。
コース中には「ポイントスラスター」と呼ばれるレバーが各所に設置されており、それを引くことでボーナス点を獲得できる。
ポイントで並んだ場合は、障害クリアまでのタイムで順位が決定される。これにより、単にゴールするだけでは次のレベルに進めるとは限らず、タイムロスや危険を承知でスラスターを狙うか、安全にゴールすることを目指すかといった戦略が要求される。
最後のレベル4で勝利した1名がそのエピソードの優勝者「ビーストマスター」となり、賞金$10,000と、後日行われる「ファイナル」への出場権が与えられる。
なお「ザ・ビースト」は常に進化し続けているという設定で、シーズン中においても改造や増築が繰り返される。これにより、挑戦順が後になるほどコースの難易度は高まっていく。

### ファイナル
各エピソードで選抜された「ビーストマスター」9名だけが挑む最終決戦。基本的なルールは通常回と同じであり、さらに難易度が高められた「ザ・ビースト」を再びレベル1から攻略していく。
このレベル4で勝利した者が、シーズン通しての優勝者「アルティメット・ビーストマスター」の称号と、賞金$50,000を獲得する。レベル4で敗北しても$25,000が贈呈される。

## コース内容

### レベル1
1エリアクリアもしくはポイントスラスターごとに10ポイント。
- ジョーブレイカー - ビーストの顎。段差を登った後、水平に渡された鉄パイプを飛び移る。
- マザータング - ビーストの舌。9ｍある45℃の坂を駆け登る。
- ブレインマター - チェーンで吊るされた平均台の上を、上に渡された滑車を頼りに渡る。途中にポイントスラスターあり。
- フェイスプラント - シーソー上の鉄柱に乗り、45°まで傾いた状態で鎖に飛び移る。
- パワーコイル - 棒で吊るされた足場をジャンプで渡る。途中にポイントスラスターがあるが、引くためには回り道が必要。
- マグウォール - 突起の付いた壁を横に進んでいく。ただし突起は磁石でくっついているため、時間経過と共にランダムに脱落していく。
- スロートイロージョン - EP1-3よりブレインマターとフェイスプラントの間に追加。トランポリンで4m上のバーを掴むことでクライミングすることができる壁が下がる。5回の挑戦でクリアできないと失格となる。

### レベル2
1エリアクリアもしくはポイントスラスターごとに20ポイント。
- スパイナルアセント - 縦に連なったトランポリン状の足場を連続で登っていく。
- スパイナルディセント - ビーストの脊髄神経。ゴムのネットに捕まりながら下の足場まで下っていく。水面ギリギリの部分にポイントスラスターがある。
- ストマックチャーン - 回転する足場を飛び移る。
- ダイジェスティブトラック - シーソー状になった管の中を這って抜ける。管は時間と共にどんどん沈んでいくため早く突破しなければ次のエリアにたどり着けない。
- ドレッドミル - 鉄骨で吊られた2つのコンベアを逆走する。
- チェーンリアクション - 揺れるチェーンを掴んで渡って行く。途中にはポイントスラスターがある。
- バータブレ - 空中に浮かぶ5つの輪の中をくぐる。それぞれの間隔は2m。

### レベル3
「エナジー・ピラミッド」と呼ばれるステージであり、2つのルートから選ぶことが出来る。また、途中には近道ルートか3つの障害物があるボーナスコースのどちらかを選ぶことが出来る。ボーナスコースは1つクリアすると40ポイントが加算されるが、落下すると40ポイントを失う。
- イジェクター - 高速で流れるベルトコンベアからプリズムストライクのロープに飛び移る。
- プリズムストライク - 2本のロープにつかまりレールを移動する。途中にはポイントスラスターがあるがカーブがある。
- コイルクロール - 鉄骨とリングで出来たコイルの中を進む。コイルは徐々に沈んでいく。途中にはボーナスコースへの分岐がある。

ボーナスコース
- バンジーベッド - ゴムで吊るされた3つのベッドを渡る。
- トリッキートラピーズ - 3つの空中ブランコで対岸に渡る。
- ウェポン - パイプにはまったグリップをスライドさせて対岸へ渡る。下りから始まり途中で上りとなる。

### レベル4
レベル4ではそれまでのポイントがリセットされ、「パワーソース」と呼ばれる高さ24mのコースを二人同時に登り、途中に点在するボタン「エナジータップ」を叩いてポイント数を争う。
このコースにのみ6分の制限時間が存在し、時間内により多くの点数を獲得した者が「ビーストマスター」となる。点数が同等ならば終了時点でより高い位置にいた者を優勝とし、位置も同じだった場合はいったん下に降り、先にハイボルテージの最初のホールドにタッチするまでを競うサドンデスゲームを行う。
- ファウンデーション - ホールドが設置された壁を登る。
- グリッドロック - 溝が掘られた壁を登る。
- ベンチレーター - 鉄骨の間に渡された足場を体や突っ張って登って行く。
- ハイボルテージ - 6つのホールドを頼りにして7.5mの壁を登る。ホールドのうち4つは大変小さく、画面上では2つしか視認できない。これを登った先の頂上に巨大なレバー「パワースラスター」が存在しており、獲得すれば500ポイントが入って試合終了、実質的には優勝確定となる。